# Xanthochlorus luridus
Xanthochlorus luridus är en tvåvingeart som beskrevs av Negrobov 1978. Xanthochlorus luridus ingår i släktet Xanthochlorus och familjen styltflugor. Inga underarter finns listade i Catalogue of Life.